# 紅副䲁
紅副䲁（學名：Parablennius ruber），為輻鰭魚綱鳚形目䲁科副䲁屬的一種，分布於東大西洋葡萄牙、西班牙及法國海域，深度2至20公尺，本魚體延長略側扁，頭部短鈍，眼上方有分支觸鬚，具有大的胸鰭，長的背鰭沿著整個背部延伸，臀鰭約佔身體長度的一半，尾鰭方形，體色鮮紅色，側面有深色和淺色的條紋和斑點，但有些個體顏色較暗，為棕色或橙色，背鰭前兩根鰭條之間有一個深色的斑點，體長可達14.1公分，在長滿水草的淺而多岩石的近岸水域，屬雜食性，以藻類及小型無脊椎動物為食，雌魚產附著性卵，雄魚有護卵行為，幼魚為浮游性，生活習性不明。